# Джована Висконти ди Галура
Джована Висконти ди Галура (на италиански: Giovanna Visconti di Gallura; * 1289; † 1339, Флоренция, Флорентинска република) от фамилията Висконти ди Галура, е титулярна съдийка (владетелка) на Юдикат Галура на остров Сардиния от 1296 до 1339 г.
Тя е спомената от Данте Алигиери в Песен 8 на „Чистилище“ – втората част на „Божествена комедия“. Баща ѝ е приятел с Данте.

## Произход
Тя е единственото дете на Нино Висконти ди Пиза (1265 – 1298), съдия (владетел) на Юдикат Галура, и съпругата му Беатриче д’Есте (1268 – 1334). Нейни дядо и баба по бащина линия са Джовани Висконти ди Галура, съдия на Юдикат Галура, и Киара дела Герардеска, а по майчина – Обицо II д’Есте, господар на Ферара и Модена, и Джакомине Фиески, племенница на папа Инокентий IV.
Майка ѝ Беатриче се омъжва за втори път на 24 юни 1300 г. за Галеацо I Висконти, сеньор на Милано. Така Джована е по-голяма полусестра на Ацо Висконти, който е господар на Милано, и на Ричарда Висконти, която се омъжва през 1329 г. за Томазо II, маркграф на Салуцо.

## Биография
Джована, все още непълнолетна при смъртта на баща ѝ през 1296 г., наследява титлите му, но никога не влиза във владение на земите му, окупирани и администрирани директно от Република Пиза. Въпреки това тя поема недвижимите имоти на Висконти ди Галура и е собственичка на крепостите около Чивита (Олбия), като замъка „Педрес“.
След период, прекаран във Волтера, майка ѝ се омъжва повторно през 1300 г. във втори брак с Галеацо I Висконти, господар на Милано, Джована се премества с нея в Милано, където прекарва младостта си.
През 1309 г.тя се омъжва за Рицардо II да Камино, граф на Ченеда и господар на Тревизо. Останала вдовица през 1312 г., тя живее от 1323 до 1339 г., годината на смъртта си (на 48-годишна възраст), във Флоренция, с пенсия, гарантирана ѝ от гвелфите.
Продава правата си върху Галура на своя полубрат Ацо Висконти, господар на Милано, чиито потомци ги предават на владетелите на Арагон.
Джована, нейната майка и техните перипетии са споменати от Данте Алигиери песен VIII на „Чистилище“, където е прославен баща ѝ Нино Висконти, приятел на Върховния поет.
Джована живее много щастлив живот и е запомнена в историята на Средновековна Сардиния само с това, че е била последният номинален съдия на Галура от рода Висконти ди Пиза.

## Брак и потомство
∞ 13 ноември 1309 г. за вдовеца Рицардо II да Камино (1274 – 12 април 1312, Тревизо), граф на Ченеда и господар на Тревизо.